# فيبرونكتين جنيني
الفيبرونكتين الجنيني (fFN) هو بروتين الفيبرونكتين الذي تنتجه الخلايا الجنينية . ويوجد على السطح الفاصل الخاص بالمشيماء وأيضًا السَّاقِط (بين الكيس الجنيني وبِطانة الرحم).
يمكن اعتباره مادة لاصِقة أو «غِراء بيولوجي» يربُط الكيس الجنيني ببطانة الرحم.

## الاختبار التشخيصي
«يتسرب» الفيبرونكتين الجنيني إلى المهبل إذا كان من المُحتمل حدوث ولادة مبكرة، ويُمكن قياسه أثناء الاختبار التشخيصي.
عندما تكون نتيجة اختبار الفيبرونكتين الجنيني (fFN) إيجابيَّة، فهي نتيجة غير حاسِمة. ومن المُمكن أنَّ تُشير النتيجة الإيجابِيَّة إلى أنَّ المرأة قد يأتيها المَخاض مبكرًا، لكن قد لا تبدأ في الولادة لأسابيع. لكن عندما تكون نتيجة اختبار الفيبرونكتين الجنيني (fFN) سلبِيَّة، فهذا مؤشر أفضل؛ فالنتيجة السلبِيَّة تعني وجود احتمال ضئيل لحدوث الوِلادة المبكرة خلال السبعة أو العشرة أيام القادمة، ويُمكن إجراء الاختبار مرة أخرى أسبوعيًا للنساء اللاتي ما زلن في خطرٍ كبير. كما تعني نتيجة الاختبار السلبية للفيبرونكتين الجنيني وجود احتمال بنسبة 95% ألَّا يُوَلِّدوا في الأسبوعين القادمين. وتَكْشِف المُراجعة المَنْهَجِيَّة للمراجع الطبية أنَّ الفيبرونكتين الجنيني يُعتبر مُؤشِّرًا جَيِّدًا على الولادة المُبَكِّرة الطبيعيَّة قبل حدوث التمدد العنقي. ومن المُمكن إجراء هذا الاختبار على المريضات اللائي يبلغ حملهن من 22 إلى 35 أسبوعًا.
يتمَّ إجراء الاختبار بسُهُولة وعادةً ما يكون غير مُؤلِم؛ حيث تُؤخَذ عَيِّنة من المريضة باستخدام مسحة مهبلية. وتُوضَع الماسِحة في أنبوب ناقِل ثُم تُرسَل إلى المعمل لاختبارها. تستطيع مُعظم المعامِل إظهار النتيجة بسهولة في أقل من ساعة.
قد تكون نتيجة اختبار الفيبرونكتين الجنيني الإيجابِيَّة كاذِبة في حالة إجراء الاختبار بعد الفَحْص الرَقَمِيّ لعُنُق الرَّحِم أو بعد المعاشرة الجنسية، لذا، من المُهِّم أخذ المسحة قبل إجراء الفَحْص المِهْبَلِيّ الرَقَمِيّ.

## وصلات خارجية
- Fetal fibronectin - babycenter.com.